# Armi Kuusela
Armi Helena Kuusela (Muhos, 20 de agosto de 1934) é uma rainha da beleza finlandesa que foi vencedora do concurso Miss Universo 1952, realizado em Long Beach, Estados Unidos.
Ela foi a primeira mulher a ser coroada Miss Universo, mas renunciou ao título nove meses depois de vencer para se casar com um empresário filipino que havia conhecido ao visitar o país asiático.
Em 2020, ao recordar sua vitória, a jornalista Miia Vatka escreveu no portal finlandês Iltalehti: "a vitória de Armi foi uma conquista insana para uma pequena Finlândia que estava saindo da guerra. Além do fim das Olimpíadas de Helsinque e das reparações de guerra, considerou-se que aumentou significativamente a autoestima dos finlandeses".

## Biografia
Segundo o portal romeno Adevarul, seus pais se casaram em Ontário, no Canadá, mas depois se mudaram para a Finlândia, onde Armi nasceu como a 4ª criança do casal.
Cursou o ensino básico em Muhos e depois passou a estudar num colégio feminino em Porvoo. Atleta nata, praticava esportes como natação, esqui e ginástica, e após completar o ensino secundário, inscreveu-se para o Instituto de Ginástica da Universidade de Helsinque.
Casou-se duas vezes, uma vez com um empresário filipino, pelo qual renunciou ao título, e posteriormente com um estadunidense.

## Participação em concursos de beleza

### Miss Finlândia
Em 24 de maio de 1952, Armi venceu o Suomen Neito, nome do então Miss Finlândia, organizado pela Irmandade dos Inválidos de Guerra. Recebeu como prêmios pela vitória um bracelete, uma caixa de chocolates e duas passagens para os EUA para competir no Miss Universo.

### Miss Universo
Armi venceu o Miss Universo no dia 29 de junho de 1952, derrotando outras 28 candidatas internacionais, além de candidatas norte-americanas que representavam seus estados, em Long Beach, Califórnia. Ela tinha dezessete anos, 1,65 m e 49 kg quando foi coroada. Com a vitória, recebeu como prêmios um carro conversível, um relógio de diamantes e um contrato cinematográfico com a Universal Studios, uma das patrocinadoras e organizadoras do evento.

#### Reinado
Segundo Miia Vatka no Iltalehti, ela passou o primeiro mês nos Estados Unidos e Canadá e ao voltar para a Finlândia em 1º de agosto, "ela recebeu uma recepção gloriosa. Na mesma noite, uma festa de boas-vindas foi realizada na quadra de baile de Töölö. Dezenas de milhares de pessoas participaram do evento". No dois meses que passou na Finlândia, a Irmandade dos Inválidos de Guerra a levou a 60 eventos em 35 locais diferentes do país.

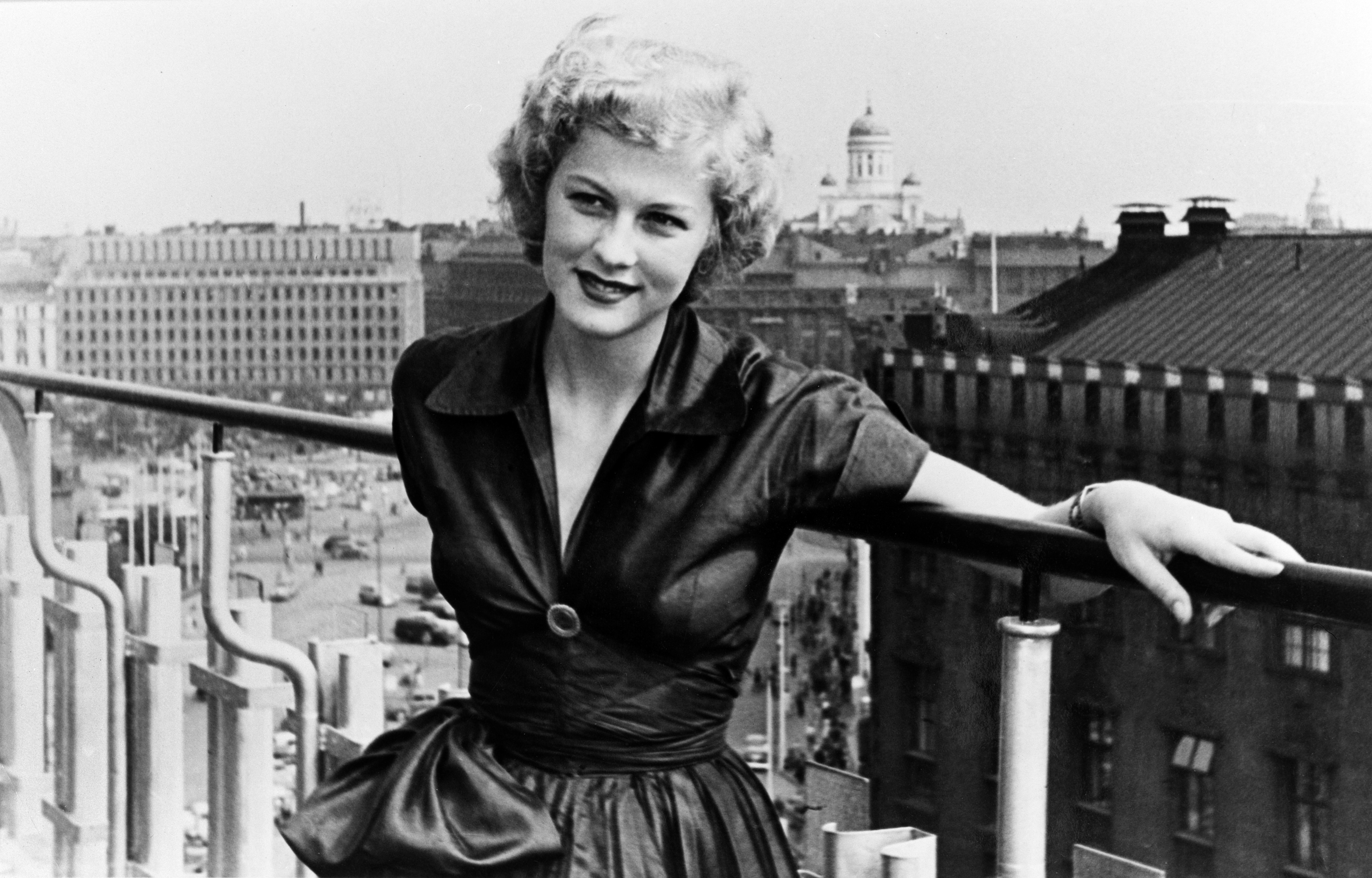
Armi no terraço do restaurante Vaakuna, em 1952

Um fato ocorrido durante o ano de reinado de Armi acabaria criando regras mais rígidas para o concurso dali em diante. Em 22 de fevereiro de 1953, ela começou uma viagem ao redor do mundo representando o concurso. Em sua visita às Filipinas, ela conheceu o empresário filipino Virgílio Hilário, por quem apaixonou-se à primeira vista. A relação foi tão fulminante que a Miss Universo abandonou as obrigações com a organização antes do fim do prazo, e em 4 de maio de 1953 voou com o empresário para  Tóquio, no Japão, onde casaram-se, renunciando à coroa. O fato fez com que a partir dali mulheres casadas não pudessem mais participar do evento e, oficialmente, as regras passaram a estipular que caso uma Miss Universo não pudesse por qualquer motivo completar seu mandato, ela seria imediatamente substituída pela segunda colocada, que assumiria o título e as obrigações decorrentes pelo restante do tempo anual.

## Carreira cinematográfica
Assim que conquistou a coroa, Armi participou de um filme sueco, feito em sua homenagem, Maailman kaunein tyttö (A Garota Mais Bonita do Mundo), onde interpretou a si mesma. Seu contrato com a Universal não vingou depois que resolveu abandonar o concurso para casar-se e sua aparição nos cinemas ficou registrada em apenas mais alguns documentários finlandeses e num pequeno filme nas Filipinas, enquanto lá residia.

### Filmografia
- Now and Forever (1953)
- Maailman kaunein tyttö (1953)
- Nyrkin ja hellan välissä (1997)

## Vida pessoal
Armi casou-se com o empresário Virgílio Hilário em Tóquio e com ele teve cinco filhos: Arni, Anna Lisa, Jussi, Eva Maria e Mikko. Depois de uma lua de mel de dois meses, o casal se estabeleceu nas Filipinas. A história deles foi imortalizada num filme, Now and Forever, que estreou em 29 de dezembro de 1953. Em 2020, um jornal finlandês citou que "a família vivia uma vida muito luxuosa e morava em uma área bem guardada de Manila, no Parque Forbes. Vários criados trabalhavam na casa do último andar de um apart-hotel de propriedade de Virgílio". O portal também revelou que "nas Filipinas, o casal era dono da rede de hotéis com a qual ela fez seus ativos milionários".
Hilário faleceu de ataque cardíaco em 7 de setembro de 1975 e Armi casou novamente, com Albert Williams, em junho de 1978, passando a morar em La Jolla, uma comunidade localizada em San Diego, Califórnia, onde foi bastante ativa, participando de projetos de caridade e de pesquisas para o câncer, no Stanford-Burnham Medical Research Institute.
Em agosto de 2014 ela fez sua última visita à Finlândia, incluindo uma passagem por sua cidade-natal, Muhos. À época ela festejava 80 anos de idade e, segundo o MTV News, a igreja local teve que organizar três eventos para acomodar mais de mil pessoas que queriam ouvir sua história.
Em 2020, quando se completavam 68 anos de sua vitória, o Iltalehti reportou que "Armi está com 85 anos e evita publicidade".
Meses depois, em setembro, ela perdeu um filho, Jussi Hilário, que tinha 61 anos de idade e morava no Tennessee. Anna Lisa, sua filha, disse que a morte havia sido um "grande choque" para a mãe.

## Curiosidades
- A coroa com a qual Armi foi coroada é a Coroa Nupcial Russa da Dinastia Romanov, que pertencia à atriz Piper Laurie, que tinha a joia em seu poder por pertencer à realeza russa. A joia é feita com ouro e 1.535 diamantes. Como não havia uma Miss Universo anterior, coube à atriz coroar Armi;[1]
- Em 29 de junho de 2020, o portal finlandês Iltalehti, do Alma Media Finland Ltd, relembrou os 68 anos de sua vitória;[3]
- Em 2021, a então Miss Finlândia no Miss Universo, Essi Unkuri, se maquiou e penteou em sua homenagem. "O pessoal da maquiagem criou um look inspirado na primeira Miss Universo, Armi Kuusela, para mim", escreveu em seu Instagram.[8]